# Laurel und Hardy: Angeheitert
Angeheitert (Originaltitel: Blotto) ist ein US-amerikanischer Kurzfilm des Komiker-Duos Laurel und Hardy aus dem Jahre 1930. Der Film hatte seine Kinopremiere am 8. Februar 1930, deutsche offizielle Erstaufführung war 1964. Andere Titel waren u. a. Dick und Doof als Nachtschwärmer.

## Handlung
Stan ist von seiner Ehefrau ziemlich unterdrückt, will sich aber nicht von ihr einen netten Abend mit Ollie verderben lassen. Er schmiedet übers Telefon mit Ollie einen „geheimen“ Plan, was seine Frau jedoch mithört. Diese ist entzürnt und wechselt zur Strafe den Likör, den Stan mitnehmen will, mit gepfefferter Seifenlauge aus. Im Café amüsieren sich die beiden blendend, lachen mal, weinen mal und  bemerken den Austausch des Likörs durch die Seifenlauge nicht. Erst als sie Mrs. Laurel erblicken, ist Schluss mit lustig. Denn diese hat ein Gewehr dabei und schießt den beiden vor Zorn hinterher, sodass das Auto, in dem Stan und Ollie fliehen wollen, auseinanderfällt.

## Hintergrund
- Die Dreharbeiten dauerten vom 11. bis 31. Dezember 1929.
- Von 1920 bis 1933 galt in den USA eine Alkoholprohibition, aus diesem Grund wird die Flasche heimlich in den Club eingeschmuggelt.
- Der Film gehörte zu den teuersten Laurel-&-Hardy-Produktionen seiner Zeit. Für die Nachtklub-Szene wurden etwa 200 Statisten engagiert.
- Angeheitert beanspruchte außerdem, im Gegensatz zu anderen Filmen, die normalerweise auf zwei Rollen beschränkt waren, drei Filmrollen. Als Begründung gab man an, dass man so viel gutes Material gedreht hätte, dass man nicht einfach kürzen konnte.
- Um Stan mit den Ohren wackeln zu lassen, wurden diese an Fäden befestigt, an denen Leute vom Kamera-Team zogen. Die Szenen wurden verlangsamt aufgenommen, sodass ein möglichst natürlicher Effekt entstand.
- Die Musik wurde anlässlich der Wiederaufführung 1937 hineingeschnitten. Sie war aus den Filmen Die Doppelgänger (1936) und Zwei ritten nach Texas (1937) entnommen worden.
- Von dem Film wurden außerdem eine spanische und eine französische Fassung gedreht.

## Deutsche Fassungen
- Der Film wurde in Deutschland erstmals unter dem Titel Dick und Doof – Jubel, Trubel, Heiterkeit veröffentlicht. Stan Laurel wird von Walter Bluhm gesprochen und Oliver Hardy von Arno Paulsen. Die deutsche Fassung wurde bei der Internationalen Film-Union (IFU) erstellt, das Buch schrieb Helmut Harun. Diese Fassung ist leicht gekürzt.[1]
- Unter dem Titel Dick und Doof als Nachtschwärmer erschien eine zweite Fassung, die 1961 bei der Beta-Technik entstand. Die Dialoge schrieb Wolfgang Schick, Regie führte Manfred R. Köhler und die Musik steuerte Conny Schumann bei. Walter Bluhm und Arno Paulsen sprachen wieder Stan und Ollie. Diese Fassung ist unter dem Titel Angeheitert auf DVD erschienen. Als Nachtschwärmer war diese Fassung auch Bestandteil der Reihe Dick und Doof mit Kommentaren von Hanns Dieter Hüsch.[1]